# Yusuf Maart
Yusuf Maart, né le 17 juillet 1995 au Cap, est un footballeur international sud-africain qui évolue au poste de milieu central au SV Ried. Il est considéré comme l’un des meilleurs milieux de terrain d’Afrique du Sud.

## Biographie

### Orlando Pirates
Maart est né au Cap et a grandi à Atlantis. Il a été repéré par Orlando Pirates en 2016 après avoir été nommé joueur du tournoi lors des championnats nationaux SAB U-21. Il a d'abord rejoint l'équipe réserve du club, mais a fait ses débuts en équipe première le 12 mars 2017 en tant que remplaçant lors d'une victoire 3-1 contre EC Bees en Nedbank Cup. Il a fait ses débuts en championnat plus tard dans la saison en tant que remplaçant lors d'une défaite 2-1 contre Lamontville Golden Arrows le 27 mai 2017. Maart a passé la saison 2018-2019 en prêt au Cape Umoya United, où il aura marqué une fois en seize matchs de championnat,. Il a été libéré de tout contrat par les Pirates à l'été 2020.

### Sekhukhune United
Maart rejoint Sekhukhune United en Première Division Nationale après la fin de son aventure avec les Pirates. Il a joué un rôle essentiel dans la promotion du club en première division sud-africaine cette saison-là, marquant trois buts en vingt-huit apparitions en championnat.

### Carrière internationale
Maart a été appelé dans l'équipe nationale sud-africaine pour la Coupe COSAFA 2021. Il a marqué son premier but international le 16 juillet 2021 lors d'une victoire en demi-finale de la Coupe COSAFA contre le Mozambique. Maart a remporté le tournoi après une victoire 6-5 aux tirs au but contre le Sénégal. Il a fait six apparitions et marqué un but lors de la Coupe COSAFA 2021.